# Campylotropis griffithii
Campylotropis griffithii är en ärtväxtart som beskrevs av Anton Karl Schindler. Campylotropis griffithii ingår i släktet Campylotropis och familjen ärtväxter. Inga underarter finns listade i Catalogue of Life.